# Целестин I
Целестин I (на латински: Caelestinus I) е римски папа от 10 септември 422 г. до 27 юли 432 г.
Папа Целестин е римлянин и се предполага, че е близък роднина на император Валентиниан III. По време на неговия понтификат в Западна Европа се засилва процесът на преселение на народите – през 429 г. вандалите, които заемат Иберия, се отправят през Гибралтарския пролив да завоюват Западна Африка.
Папа Целестин I се намесва в отново разгорелия се спор с проблема за двете същности на Исус Христос. Става дума за определението на думата „ипостас“ („лице“), което отличава Божия син от другите две лица на светата троица – Бог-Отец и Бог-Дух.
По време на понтификата му започва и християнизацията на Ирландия.